# مدرسة أم السلطان شعبان
مدرسة أم السلطان شعبان (بالعربية: مدرسة أم السلطان شعبان) عبارة عن مجمع الدولة المملوكي يقع في منطقة الدرب الأحمر بالقاهرة الإسلامية في مصر. تم تأسيسها أو بناؤها في عام 1368 - 69 م (770 هـ) بأمر من السلطان الأشرف شعبان تكريماً لوالدته خوند بركة (المشار إليها أيضًا باسم أم السلطان شعبان). يقع خارج باب زويلة بمحاذاة شارع التبانة، ويجاورها من الشمال قصر بيت الرزاز. ويتكون المجمع من كلية ( المدرسة )، ضريح، حوض الماء (حوض)، ومدرسة ابتدائية (كُتَاب).

## خلفية تاريخية

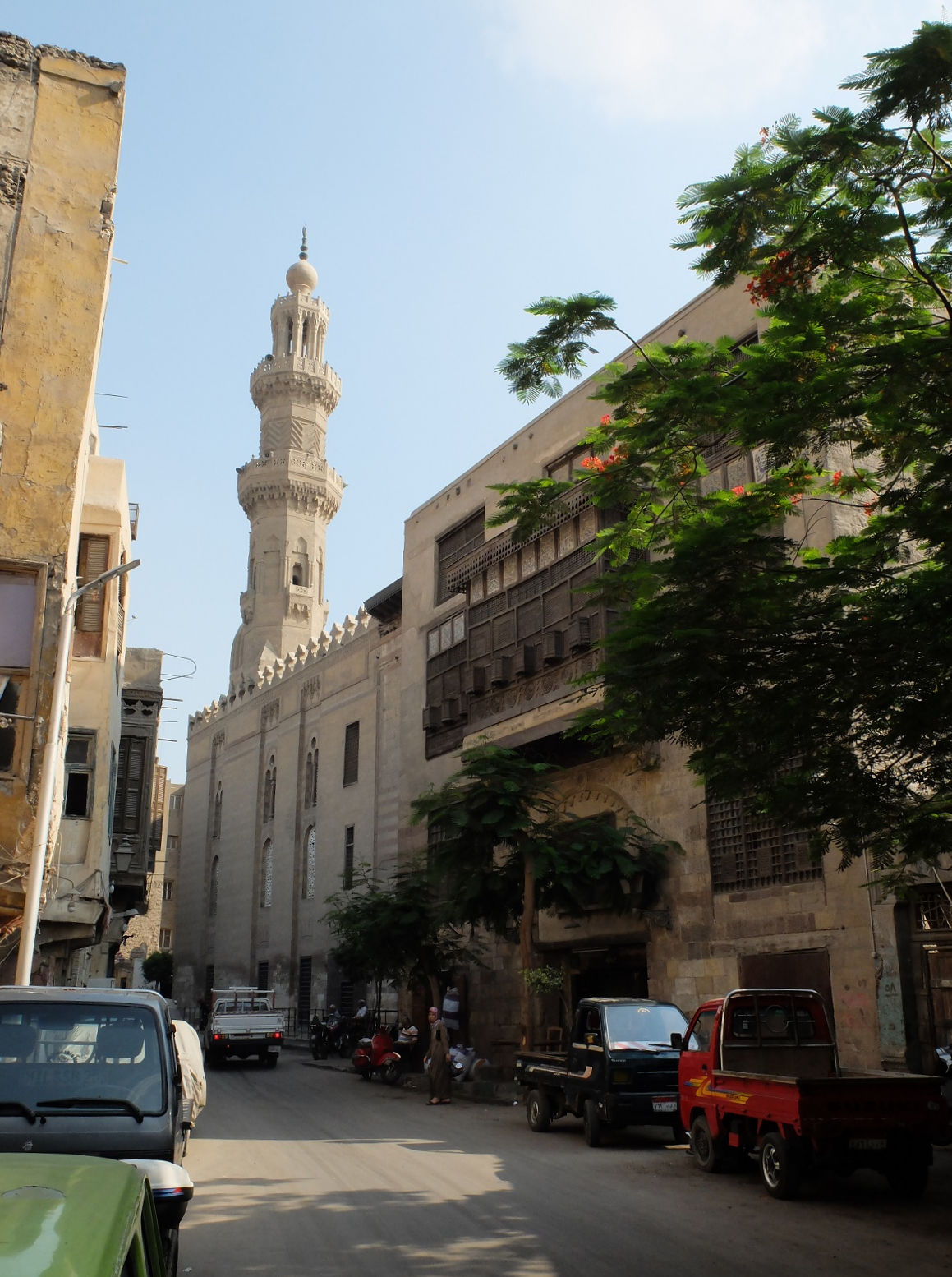
شارع الدرب الأحمر التاريخي (ويسمى أيضًا شارع باب الوزير) أمام المدرسة ، مع ظهور المئذنة. كما يمكن رؤية قصر بيت الرزاز المجاور (على اليمين).

كان الأشرف شعبان حفيد الناصر محمد، حكم من عام 1363 إلى عام 1377، وكان عمره 10 سنوات فقط عندما اعتلى العرش. كانت والدته، خوند بركة، واحدة من أبرز النساء في مصر في ذلك الوقت. كانت جارية ثم زوجة للحسين (والد شعبان)، وهو ابن سلطان الناصر محمد الذي لم يصل العرش قط. عندما توفي حسين عام 1362، تزوجت من الأمير أولجاي اليوسفي (الذي بنى مدرسته الخاصة في شارع سوق السلع القريب). أصبحت أكثر نفوذاً وشهرة عندما اعتلى شعبان العرش وهو طفل.
بتكليف شعبان هذه المدرسة والضريح في 1368-1369 (770 هجري ) يقال لتكريم والدته التي كانت في الحج (الحج) إلى مكة المكرمة في ذلك الوقت. ومع ذلك، نظرًا لصغر سنه (15 عامًا) في ذلك الوقت، كانت فرصة جيدة لأن قرار بناء المدرسة كان وفقًا لرغبات والدته، خاصة وأن هناك أمثلة قليلة أخرى على مثل هذه الآثار الرائعة التي يتم بناؤها للإناث. أقارب سلاطين المماليك. يقال إن موقع المدرسة كان ذات يوم مقبرة لأهل القاهرة. عادت خوند إلى القاهرة في العام التالي (1369-70) أهداها المدرسة ومسجدها. توفيت عام 1373 ودفنت في أكبر ضريحين ملحقة بمدرستها.
في عام 1375، أسس شعبان وشرع في بناء مسجده الطموح ومدرسته ومجمع ضريحه في عام 1375، في موقع ما يعرف الآن باسم ماريستان المؤيد، في الطرف الشمالي الغربي من القلعة. زُيَنَ ببذخ، ومثل مدرسة والدته، كان له قبتان (ربما مستوحاة من الأضرحة ذات القبة المزدوجة جنوب القلعة، مثل ضريح السلطانية ). إلا أن شعبان اغتيل عام 1377 قبل أن ينتهي مجمع ضريحه ويصبح جاهزًا للاستخدام. انتهى به الأمر بدفنه في الضريح الأصغر لمدرسة والدته. تم تفكيك المجمع الذي كان قد بدأ في بنائه في نهاية المطاف من قبل السلطان فرج بن برقوق في عام 1411 من أجل إعادة استخدام مواده لعدد من المباني الأخرى بما في ذلك ما يسمى بزاوية فرج بن برقوق، الواقعة أمام باب زويلة، والمدرسة - مسجد أميره جمال الدين أوستدار.
وبمجرد الانتهاء، درست المدرسة الشريعة الإسلامية على المذهبين الفقهيين الحنفي و الشافعي. يعود تاريخ بعض المخطوطات القرآنية المزخرفة الممتازة إلى عهد شعبان، ويُعتقد أن هذه المدرسة قد احتوت على ورشة لإنتاجها. يحتوي متحف الفن الإسلامي في القاهرة أيضًا على قطع أثرية أخرى جيدة الصنع أتت من هذه المدرسة.
في أواخر القرن الخامس عشر، بنى السلطان قايتباي قصرًا أودواراً مجاورًا للمدرسة. في القرن التاسع عشر، تم دمج القصر مع قصر آخر مجاور بناه أحمد الرزاز عام 1776. يُعرف المبنى الآن باسم بيت الرزاز، حالياً واجهته متلاصقة مع واجهة مدرسة شعبان.
ابتداءً من عام 2000، تم ترميم المبنى من قبل صندوق الآغا خان للثقافة .

## هبة أو منحة
وقد تم تمويل المجمع من خلال الوقف ( الوقف) وحجة الوقف (وقفية) لهذه المؤسسة قد نجت جزئيا مع الجزء الأول من التمرير في عداد المفقودين. سجل صك الوقف كإيجارات حضرية وممتلكات زراعية في سوريا ومصر. تضمنت العقارات المؤجرة الحضرية في القاهرة مبنى تجاري (قيصرية) ومبنى سكني ( ربيع ) في القاهرة. كما سجل سند الوقف أملاك زراعية في محافظة حلب (سوريا) إضافة إلى الأملاك العمرانية. وفقًا لابن الجيان، كان هناك ملكيتان مصريتان مرتبطتان بوقف المدرسة ومؤسسها خوند بركة. الأولى كانت حي صفط أبي تراب بمحافظة الغربية وهبت لمدرسة أم السلطان شعبان. كانت هذه منطقة كبيرة بقيمة ضريبية (شبرا) تبلغ 20 ألف دينار جيشي سنويًا، وكانت من أغنى العقارات الزراعية التي وُهِبت خلال العصر المملوكي البحري كما هو مسجل في مراجعة ابن الجيان للسجلات المساحية المملوكية، حي آخر، تقدوس في محافظة الشرقية، كان جزءًا من وقف خوند بركة.

## الوصف المعماري

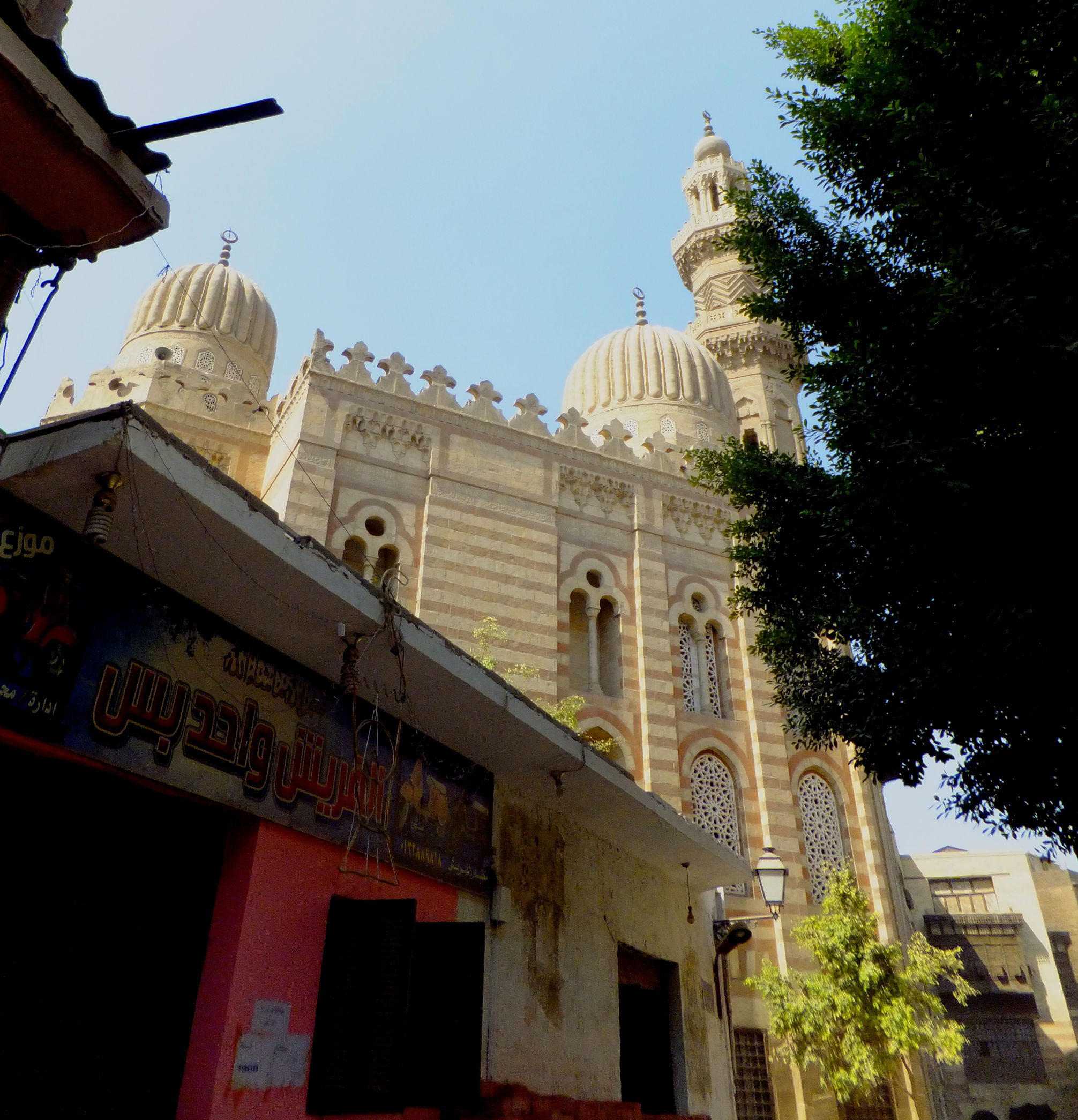
المدرسة وقبابها ومئذنتها من الجنوب.

تم ترتيب المخطط العام للمبنى حول فناء مركزي وغرفتي ضريح بقباب.

### الخارج

#### تخطيط
تصميم المجمع غير عادي إلى حد ما بسبب موقعه غير المعتاد في زاوية الشارع الرئيسي (شارع التبانة، استمرار شارع الدرب الأحمر) وشارع جانبي ثانوي يربطه بزاوية. يتعامل مخطط الطابق للمجمع مع هذا من خلال تشكيل واجهة ثلاثية الجوانب حول هذه الزاوية. يقع المدخل الرئيسي الضخم في الطرف الشمالي للواجهة الشرقية، لكن يوجد مدخل جانبي صغير للمدرسة على الجانب الغربي. يحتوي المجمع على قبتين تتطابقان مع غرفتي الضريح بالداخل. تقف المئذنة وقبة الضريح الأكبر (التي تنتمي إلى ضريح خواند) معًا في الزاوية الجنوبية الغربية، حيث يلتقي الشارعان، مما يزيد من وضوحهما. الجزء الخارجي من القبتين مضلع أو مخدد، مثل القباب المملوكية الأخرى في تلك الفترة (مثل ضريح السلطانية أو مدرسة أولجاي اليوسفي المجاورة). حول طبول القباب نقوش باللغة العربية. في الأصل، كانت حروف الكتابة مُذهبة على خلفية خضراء. انهار الجزء العلوي من المئذنة المثمنة أو دُمر في القرون الأخيرة، ولكن أعيد بناؤها (بناءً على صور فوتوغرافية قديمة) في آخر ترميم تم الانتهاء منه في عام 2007. الجدران الخارجية للمبنى شاهقة الارتفاع (ارتفاعها حوالي 18 متراً :219). النوافذ الثلاثية الموجودة بالقرب من أجزائها العلوية مزخرفة جزئيًا، حيث تُرى بعض النوافذ (على اليسار، متداخلة مع الإيوان الشرقي من الداخل) عمياء (أي مسدودة) ولا تسمح بدخول الضوء.

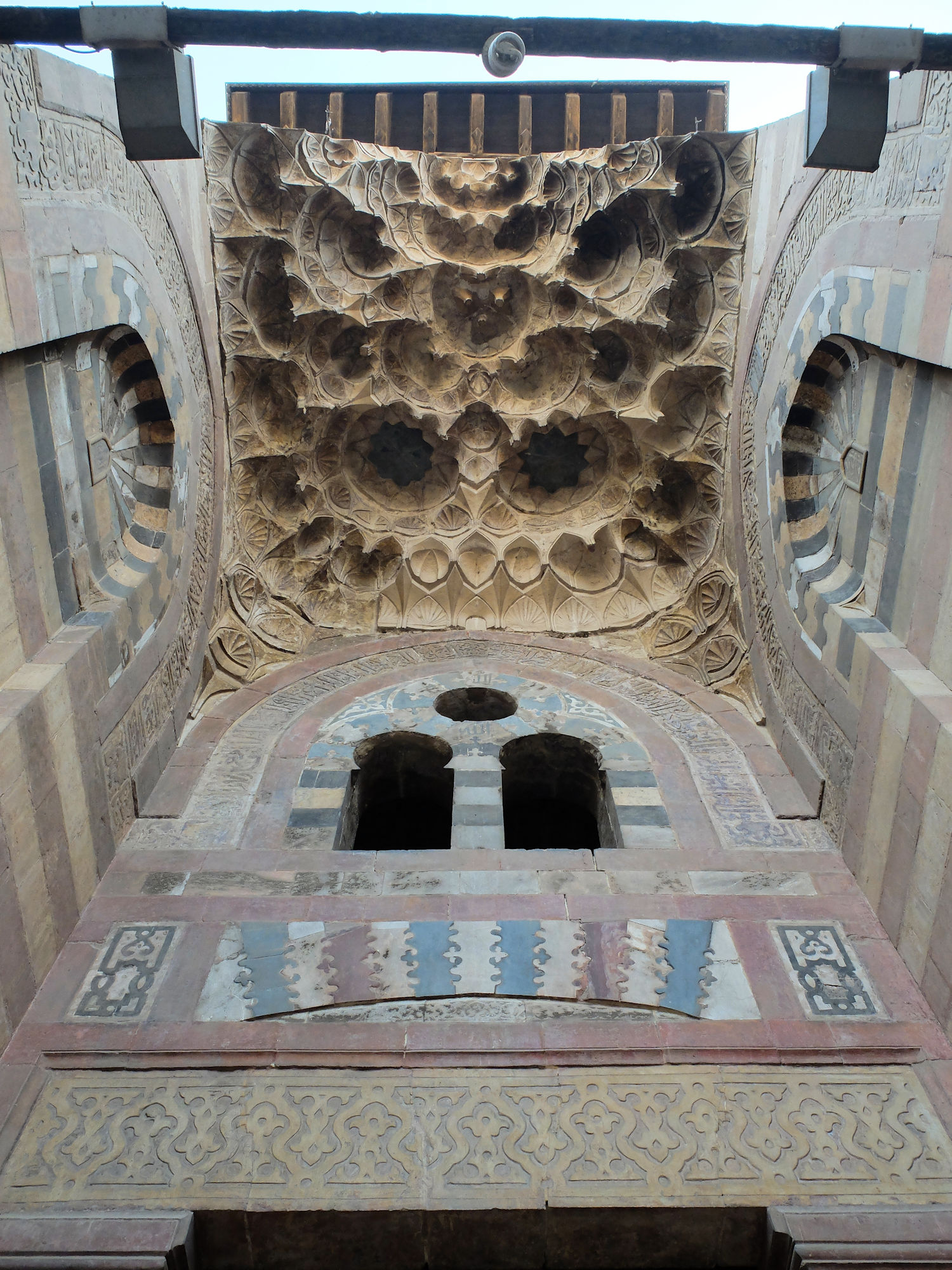
زخرفة مدخل المدخل.

#### بوابة الدخول
بوابة المدخل هي واحدة من أبرز ميزات المبنى. مثل العديد من المباني المملوكية، تم وضع المدخل في فجوة داخل الجدران الخارجية، تتوج قمتها بمقرنصات (هوابط أو منحوتات تشبه قرص العسل). إن مظلة المقرنصات هنا على شكل هرمي إلى حد ما مثل بوابة مدخل المباني السلجوقية / المغولية في الأناضول الإسلامية في ذلك الوقت، وربما من نفس الإلهام مثل بوابة مسجد مدرسة السلطان حسن الضخم، الذي تم بناؤه قبل أكثر من عقد بقليل. ومع ذلك، فإن التصميم الزخرفي العام مملوكي ويتميز بالاستخدام الكثيف للحجر والرخام متعدد الألوان. أسفل غطاء المقرنص مباشرة توجد نافذة ثلاثية (أصغر ولكن ذات شكل مماثل للنوافذ الثلاثية الأخرى على السطح الخارجي للمبنى) محاطة من كلا الجانبين بمنافذ زخرفية ضحلة على شكل أقواس مدببة، وكلها تتميز بالحجر متعدد الألوان. كما توجد العديد من النقوش باللغة العربية، منقوشة ومطعمة، لكلمة واحدة أو لمقاطع كاملة، حول البوابة. يلتف أحد النقوش حول محورين زخرفيين على شكل قوس على الجانبين وحول نافذة ثلاثية في المنتصف، متعرجة من جانب واحد من البوابة إلى الجانب الآخر. تتضمن النقوش الصغيرة المكونة من كلمة واحدة كلمة " الله" مطعمة حول النافذة الثلاثية، ونقوش صغيرة بالأبيض والأسود في وسط الكوات الزخرفية على كلا الجانبين. كما تم تأطير غطاء المقرنصات المثلث الموجود أعلى البوابة بإطار خارجي مستطيل مملوء بالأرابيسك المنقوش، وإن كان باهتًا نسبيًا.

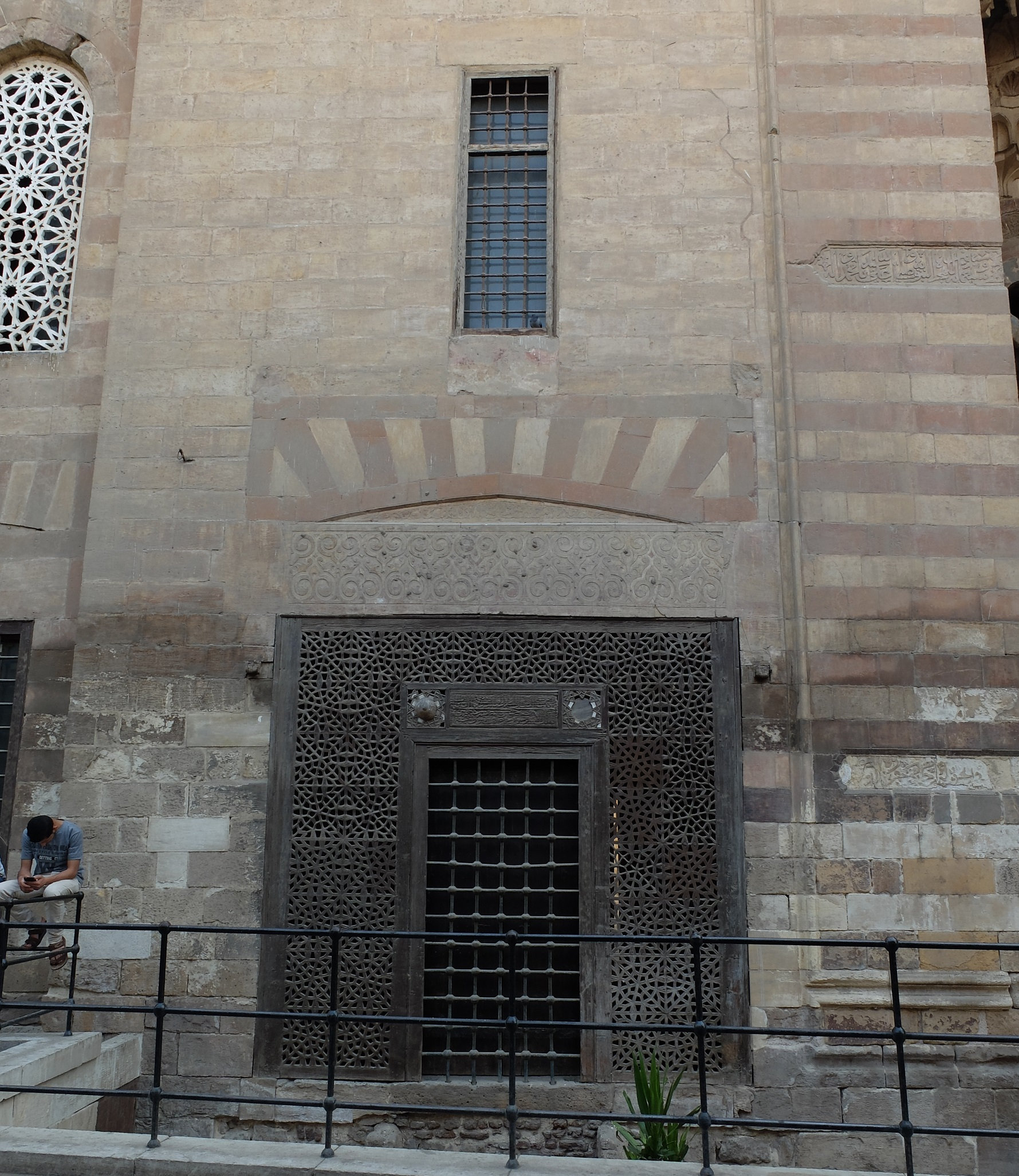
السبيل بجوار مدخل البوابة.

توجد ميزتان ثانويتان أخريان على جانبي البوابة. يوجد على اليسار حاجز خشبي محفور بدقة وهو جزء من السبيل، وهو كشك يوزع الماء بحرية. على اليمين كان حوض الشرب الصغير (العربية: حوض) للحيوانات، ويوجد فوقه شريط كتابي منقوش عليه رنك أو خرطوش السلطان شعبان.

### الداخلية
تؤدي بوابة المدخل إلى ممر طويل مقبب بالحجارة، حيث توجد المدرسة والفناء المركزي على اليسار وبعض الملاحق على اليمين. هذه الغرف الملحقة هي جزء من سلسلة من الغرف الواقعة داخل الأجزاء الخارجية للمجمع، وملفوفة حول فناء المدرسة وموزعة على ثلاثة طوابق. وشملت هذه غرف الخدمة للموظفين وأماكن المعيشة للطلاب.
الفناء الرئيسي المستطيل للمدرسة محاط بإيوانات من الجوانب الأربعة في شكل صليبي . الإيوانات على طول محور القبلة (أي التي تتماشى مع اتجاه الصلاة) أكبر من الإيوانات المستعرضة. يوجد نقش ضخم يمتد أعلى جدران الفناء، فوق فتحات الإيوان، ويظهر آية من القرآن (3: 190-192، من سورة علي عمران  ). كانت الإيوانات ذات أسقف خشبية مطلية ومذهبة بشكل غني، مع الحفاظ على سقف الإيوان الجنوبي بشكل جيد وتم ترميمه اليوم. الإيوان الجنوبي الشرقي هو إيوان القبلة (الذي يشير إلى اتجاه الصلاة) ويحتوي على محراب مزين بالرخام متعدد الألوان مع الجدار المحيط به.
يحيط بإيوان القبلة من جانبيه غرفتا الضريح، ويمكن الوصول إليهما من جوانب الفناء. الضريح الأصغر، على اليمين (إلى الجنوب) ليس به محراب، بينما الضريح الأكبر، على اليسار (إلى الشمال) به محراب محاط بنافذتين. يحتوي الضريح الأكبر على قبر خواند بركة (أم السلطان شعبان) وابنة شعبان، في حين أن المتحف الأصغر كان ضريح السلطان شعبان نفسه (عندما كان مجمع ضريحه الآخر غير مكتمل بعد وفاته) وأحد أبنائه المنصور حجي. كلا قباب ضريح لها جولة بسيطة حنيات ركنية في المنطقة الانتقالية بين غرفة مربعة وقاعدة مستديرة القبة فوق بدلا من أكثر نموذجية المقرنصات -sculpted مثلثات ركنية وجدت في العمارة المملوكية. ومع ذلك، تحتوي الحنيات على بعض الزخارف باستخدام حجارة بلونين مع شكل مشع. بخلاف ذلك، فإن الأضرحة غير مزخرفة.
يؤدي مدخل خارج الضريح الأكبر إلى غرفة غير منتظمة الشكل محصورة بين الغرف الأخرى في مخطط الأرضية. تتميز الغرفة بسقف غني بالزخارف (على غرار الأسقف الخشبية المطلية والمذهبة لساحة إيوانس). يُعتقد أن هذه الغرفة ربما تم استخدامها كورشة عمل لإنشاء مخطوطات القرآن، و / أو كمكان لتخزينها.